# 라투슈초바탑

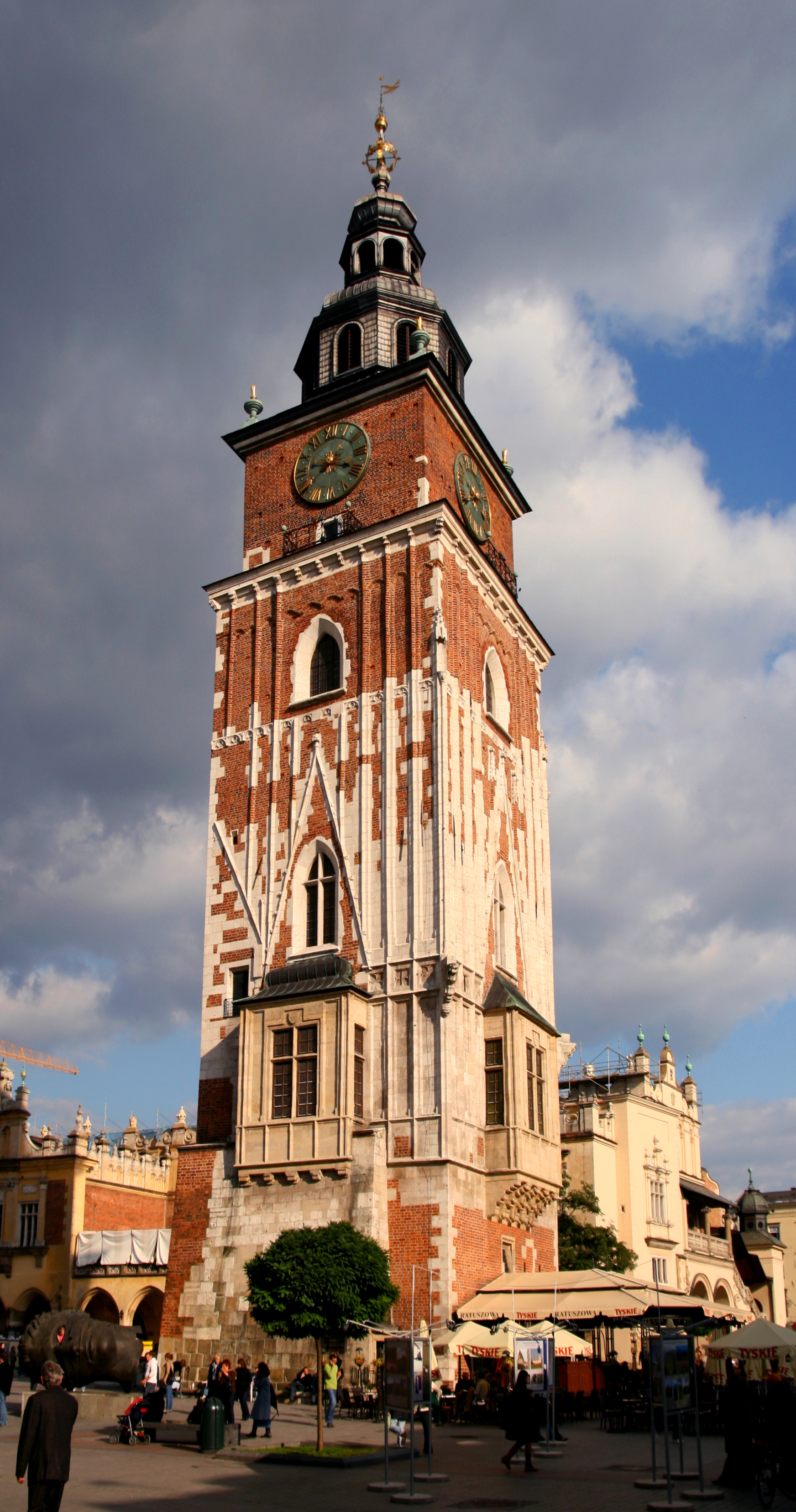
라투슈초바 탑

라투슈초바 탑(폴란드어: Wieża ratuszowa)은 폴란드 크라쿠프 리네크 글루프니에 있는 탑이다.